# 후지에촌 (아이치현)
후지에촌(藤江村)은 아이치현 지타군에 설치되었던 촌이다. 현재의 히가시우라정에 해당한다.